# Jacob Jonathan Aars
Jacob Jonathan Aars (12. července 1837 Oslo – 22. září 1908 Oslo) byl norský filolog. Z jeho vědecké práce je významné například jeho vydání staroseverské mluvnice nebo překlady vybraných básní Eddy.
Významně působil i jako pedagog, v roce 1863 založil s Petrem Vossem střední školu Aars og Voss' skole.
Jeho synové byli filosof Kristian Birch-Reichenwald Aars a architekt Harald Aars.

## Dílo
- Oldnorsk formlære (1862)
- Retskrivningsregler til skolebrug (1866)
- Om skæbnen hos Homer (1877)
- Lidt om vort sprog og dets udtale (1880)
- Sokrates skildret gjennem oversættelser af Platon (1881)
- Das Gedicht des Simonides in Platons Protagoras (1888)
- Græsk literaturhistorie (1889)